# ابن النحوي
أبو الفضل يوسف بن محمد بن يوسف التوزري التلمساني (433 - 513 هـ) مجتهد، نحوي، ناظم، فقيه، من أهل تلمسان، ومن مشاهير علماء الإسلام وأحد المجددين للفقه الإسلامي، وصاحب «القصيدة المنفرجة» التي انتشر صيتها في العالم الإسلامي وما زالت. عرف بابن النحوي التوزري نسبة إلى توزر مسقط رأسه في الجنوب التونسي.
وكانت توزر في عصره بها أعلام كثيرة مثل عبد الله بن يحيى الشقراطيسي الذي كان إماما في الحديث والعربية والفقه، أديبا شاعرا، وهو من شيوخ ابن النحوي. ثم رحل أبو الفضل إلى ولاية صفاقس بالجنوب الشرقي التونسي للأخذ عن شيخ فقهاء عصره الشيخ أبو الحسن اللخمي، فقرأ عليه كتاب «التبصرة»، وروى عنه صحيح البخاري. وأخذ عن الإمام المازري فقرأ عليه أصول الفقه، وعلم الكلام. كان ابن النحوي مثل شيخه اللخمي مائلا إلى الاجتهاد في الفقه، ومتمكنا من أصول الدين والفقه مثل الإمام المازري، شاعرا وأديبا ولغويا مثل شيخه الشقراطيسي.
ولقد لقي ابن النحوي المتاعب والمقاومة من فقهاء ورؤساء الدولة المرابطية، في الخلاف القائم حول كتاب «إحياء علوم الدين»، زمن استقراره بالمغرب الأقصى عندما أقرأ علم الكلام وعلم أصول الفقه.

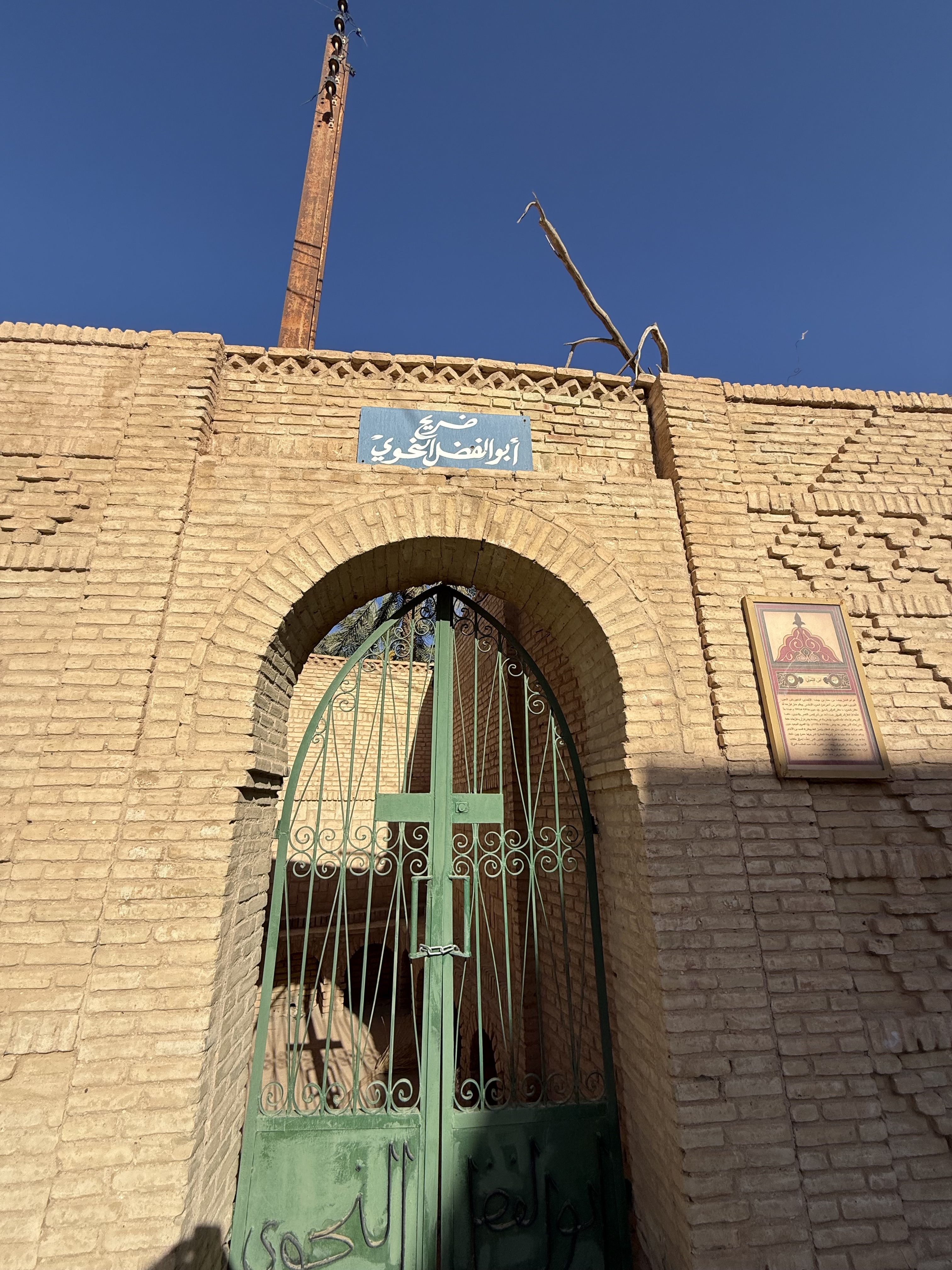
ضريح أبو الفضل النحوي (قبر تذكاري في مسقط رأسه توزر)

## القصيدة المنفرجة
إن عاطفة التديّن ألهمت أبا الفضل ابن النحوي نظم الشعر الجيد الرقيق مثلما ألهمت شيخه الشقراطيسي من قبل نظم لاميته في مدح الرسول ﷺ وذكر معجزاته. ومن أطول وأجود شعر أبي الفضل ابن النحوي «القصيدة المنفرجة» والتي تسمى "أم الفرج"، في أربعين بيتا، والتي نظمها على إثر ضائقة لحقته، والتي صحح نسبتها إليه كثير من أهل العلم، ومطلعها: 

وهو متأثر بالمنفرجة التي تنسب للغزالي وإن كان المترجم أسلس نظما وأخصب خيالا وها هي ذي أبيات من المنفرجة المنسوبة للغزالي نذكرها للمقارنة: 
ذكرها تاج الدين السبكي في طبقاته، فقال: "ورأيت في كتاب الغرة اللائحة لأبي عبد الله محمد بن علي التوزري المعروف بابن المصري أن هذه القصيدة لأبي الفضل يوسف بن محمد النحوي التوزري قال: وذلك أن بعض المتغلبين عدا على أمواله وأخذها فبلغه ذلك وكان بغير مدينة توزر فأنشأها، فرأى ذلك الرجل في نومه تلك الليلة رجلا في يده حربة، وقال له: إن لم ترد على فلان أمواله وإلا قتلتك بهذه الحربة، فاستيقظ مذعورا وأعاد عليه أمواله. قلت (السبكي): وكثير من الناس يعتقد أن هذه القصيدة مشتملة على الاسم الأعظم، وأنه ما دعا بها أحد إلا استجيب له، وكنت أسمع الشيخ الوالد (تقي الدين السبكي) رحمه الله إذا أصابته أزمة ينشدها".